# عوينات (نينوى)
عوينات هي قرية في شرق ناحية ربيعة في قضاء تلعفر في محافظة نينوى شمال العراق، وهي مقاطعة رقمها 36. وهي في طريق مدينة الموصل إلى مركز ناحية ربيعة، وفيها تل عوينات الأثري.